# Ettore Girardengo
Ettore Girardengo (Novi Ligure, 19 marzo 1918 – Alessandria, 12 dicembre 1993) è stato un calciatore italiano, di ruolo terzino.

## Biografia
Primogenito del grande campione di ciclismo Costante Girardengo e di sua moglie Agostina Priano, aveva un fratello minore, Luciano, nato nel 1923. Sportivo, intraprese la carriera di calciatore (giocò col fratello nella Novese, ed è perciò indicato da alcune fonti come Girardengo I), per occuparsi poi nel dopoguerra della fabbrica di biciclette fondata dal padre ad Alessandria. Durante la seconda guerra mondiale visse per cinquantadue mesi in prigionia.
Sposato dal 1947 con Pinuccia Zuccarino, ebbe tre figli, Elena, Paola (morta nel 1951, ad un anno di età) e Costantino (portiere delle giovanili dell'Alessandria nei primi anni Settanta).
Morì improvvisamente nel 1993, a 75 anni, per una dissezione di aneurisma aortico; oggi riposa nella tomba di famiglia nel cimitero di Cassano Spinola.

## Carriera
Cresciuto nell'Alessandria, giocò con la Cremonese parte della stagione 1937-1938, in Serie B; debuttò in prima squadra a Vercelli, il 2 gennaio 1938, nella partita Pro Vercelli-Cremonese 0-0. Nel corso della stagione realizzò due reti, pur giocando terzino.
Nella stagione successiva debuttò in Serie A con la maglia del Milan (Bari-Milan 2-1 del 16 ottobre 1938), per poi passare all'Ilva di Novi Ligure, suo paese natale. Nel dopoguerra riprese la carriera tra i dilettanti con Bolzanetese ed Asti.

## Palmarès

### Club

#### Competizioni regionali
- Prima Divisione: 1

Ilva Novi: 1941-1942